# PC Team
 (décembre 2018).
Si vous disposez d'ouvrages ou d'articles de référence ou si vous connaissez des sites web de qualité traitant du thème abordé ici, merci de compléter l'article en donnant les références utiles à sa vérifiabilité et en les liant à la section « Notes et références ».
PC Team était un mensuel consacré à la micro-informatique sur PC édité par la société Posse Press de 1995 à 2005.

## Esprit
Sa ligne éditoriale, qui visait à aborder l'ensemble des activités qu'un passionné pouvait avoir sur son ordinateur (du jeu à la musique en passant par la programmation, le graphisme ou les démos), est héritée de l'esprit qui a marqué les débuts de la micro-informatique grand public.
PC Team est l'un des rares magazines français (avec PC Fun) à avoir publié des articles et dossiers concernant la demoscene et les émulateurs d'anciennes machines. Pour les fans, on pouvait également y trouver des interviews de demomakers et d'auteurs d'émulateurs.

## Historique
Le premier numéro a été lancé en mars 1995. Face à lui, se trouvaient Joystick, édité à l’époque par Hachette, Génération 4, édité par Pressimage ; Tilt, édité par Emap, ayant été arrêté début 1994.

Porté par sa formule originale et un lectorat passionné, PC Team gagne en notoriété et atteint son apogée à la fin des années 1990 où il est alors diffusé à près de 50 000 exemplaires par mois.

Un de ses principaux atouts, sinon le meilleur, est sans doute son CD-ROM fourni avec (transformé ensuite en 2 CD-ROM, puis en un DVD-Rom). Les fameux Ludi-CD et CD-Pro contenaient chacun une kyrielle de logiciels : sharewares, démos commerciales, logiciels libres et gratuits, images, sons, etc.
À partir de l’an 2000, le développement des sites d'actualités sur internet modifie profondément les habitudes de consommation de la presse. Le lectorat se détourne de la presse informatique qui entame un lent déclin. PC Team verra son dernier numéro paraître en octobre 2005. Son éditeur, après une période d’administration judiciaire à partir d’octobre 2005, sera placé en liquidation le 14 décembre 2005.

## Publications
- nombre de magazines : 117
- nombre de hors-série : 33